# Ossë
Ossë (Gaerys en sindarin) es un personaje ficticio perteneciente al legendarium del escritor J. R. R. Tolkien y que aparece en su novela póstuma El Silmarillion. Es uno de los Maiar de Ulmo. Junto con su esposa Uinen se le dio el dominio de los Mares Interiores. Ama las tormentas y el rugido de las olas y es impredecible. Ossë fue seducido por Melkor a comienzos de la historia de Arda, pero Uinen lo convenció de que volviera a servir a Ulmo. Se hizo amigo de los Teleri en las costas de Beleriand y les enseñó a construir barcos; logró que los Falathrim se quedaran en la Tierra Media, y también indujo a Ulmo a anclar la isla de Tol Eressëa fuera de las costas de Aman para que los Teleri moraran en un lugar accesible para él en Eldamar. Al principio de la Segunda Edad del Sol levantó la isla de Númenor de las profundidades del Mar.